# ゲオルギ・モルチャーノフ
ゲオルギ・アンドレーヴィッチ・モルチャーノフ（ロシア語: Георгий Андреевич Молчанов、Georgy Molchanov、1897年 - 1937年10月9日）は、ソビエト連邦の秘密警察NKVDの幹部。二等国家保安委員。スターリンの大粛清をゲンリフ・ヤゴーダのもとで補佐したが、ヤゴーダの粛清で一緒に粛清を受けた。

## 経歴
給仕の息子。ハリコフ貿易学校を中退。
1917年12月、ロシア社会民主労働党（ボリシェビキ）に入党し、11月、赤軍に入隊。1919年2月からトルケスタン共和国特別課主任補佐。同年7月からミハイル・フルンゼの副官。1920年5月、チェーカー機関に移り、カバルジノ・バルカル管区チェーカー政治局主任に任命。1921年7月からグロズネンスク・チェーカー議長、同年10月からゴルスク県チェーカーの秘密作戦局長兼副議長（1922年3月からゲーペーウー（GPU））。北カフカーズにおける赤色テロルの主要組織者の1人。1922年12月、ノヴォニコラエフスクの同職に異動。1925年5月13日からGPUヴォズネセンスク県課長、1929年3月27日からOGPUイワノヴォ産業州全権代表。
1931年11月17日、モスクワに移り、OGPU秘密政治課長に就任。秘密政治課は、エスエル、メンシェビキ等、ボリシェビキの政敵の弾圧を実行し、帝政官僚の追及を指揮した。内務人民委員部（NKVD）創設後も、自分のポストを維持し、初代内務人民委員ヤゴーダのもとで大粛清の初期の粛清を補佐したが、やがてヤゴーダはスターリンに見限られ、長官はニコライ・エジョフに変えられた。
エジョフの内務人民委員就任の際にモルチャーノフもヤゴーダ派として解任され、1936年11月28日からは白ロシア内務人民委員兼白ロシア軍管区特別課長に左遷された。さらにエジョフ派NKVDによる最初の攻撃ターゲット（ヤゴーダを攻撃するための外堀を埋める攻撃）となり、1937年3月の中央委員会総会では徹底的な吊るしあげをくらい、トロツキストやジノヴィエフセンターの一味とでっち上げられた。同年のうちに逮捕され反革命罪で銃殺。
1996年に名誉回復された。